# تربة المسار (طرق)

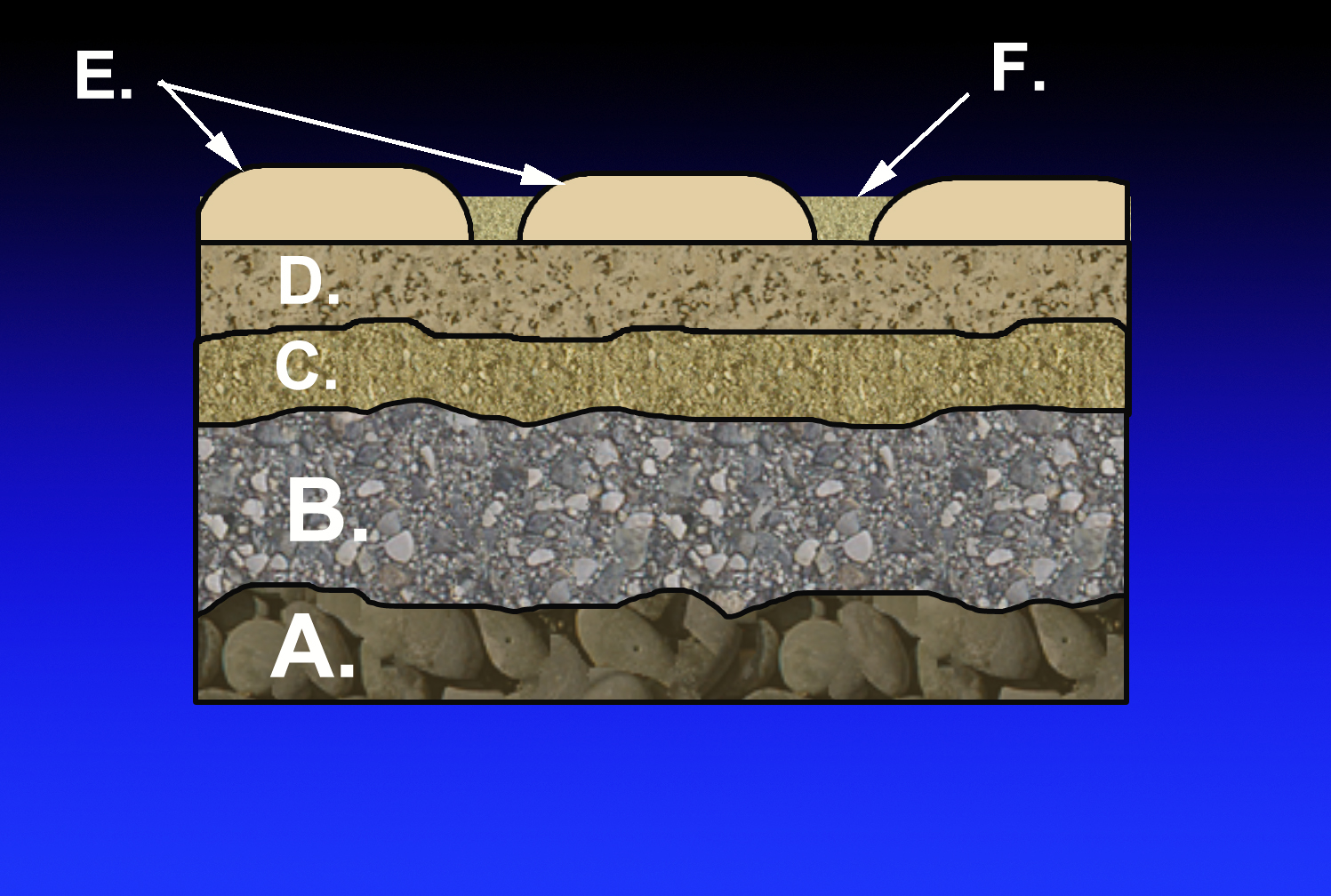
A: طبقة تربة المسار

تربة المسار أو طبقة التأسيس (بالإنجليزية: Subgrade)‏ هي طبقة من التربة الطبيعية يتم تهيئتها بمعالجتها وتسويتها ودحلها لوضع طبقات الرصف فوقها. وهي التي تستقبل الإجهادات التي تصل من طبقات الرصف التي تعلوها. ويجب معرفة خواصها الجيوتقنية بإجراء عدة اختبارات عليها مثل بروكتور (اختبار) ونسبة تحميل كاليفورنيا (اختبار) لتحديد سماكة طبقات الرصف.

## وظيفة تربة المسار
1. اعطاء سطح متجانس وتحقيق رص متجانس لأسفل طبقة تحت الأساس.
2. حماية الطابق الترابي لحين انتهاء الأعمال الترابية وطبقات الرصف.
3. التخفيف من توقف العمل في المشروع نتيجة التغيرات المناخية كسقوط الأمطار.
4. تتيح حركة أفضل للآليات الخفيفة والثقيلة في موقع العمل.